# Deviator

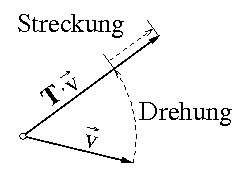
Lineare Abbildung eines Vektors durch einen Tensor.

Deviatoren oder deviatorische Tensoren (lateinisch Abweichler) sind in der Kontinuumsmechanik Tensoren zweiter Stufe, deren Spur verschwindet. Tensoren zweiter Stufe werden hier als lineare Abbildungen von geometrischen Vektoren auf geometrische Vektoren benutzt, die im Allgemeinen dabei gedreht und gestreckt werden, siehe Abbildung rechts.
Von besonderer Bedeutung sind die Verzerrungstensoren, die die Dehnung, Stauchung und Scherung von materiellen Linien und Flächen in einem Körper bei einer Deformation beschreiben. Die Verzerrungstensoren besitzen eine „Spur“ genannte Kennziffer (Hauptinvariante), die ein Maß für die Volumendehnung am Ort ihres Auftretens ist und zwar in der Art, dass sie verschwindet, wenn keine Volumendehnung vorliegt. Der spurfreie Anteil des Verzerrungstensors, sein Deviator, beschreibt (in der linearisierten Theorie) also den volumenerhaltenden, gestaltändernden Anteil der Deformation eines Körpers. Ebenso beschreibt in der Strömungsmechanik der deviatorische Anteil des Geschwindigkeitsgradienten den quellenfreien Anteil der Strömung.
Ein anderes Anwendungsgebiet von Deviatoren liegt in der Plastizitätstheorie. Bei vielen Metallen beobachtet man, dass sie unter allseitigem, hydrostatischem Druck nicht plastisch fließen oder, anders ausgedrückt, das plastische Fließen nur von den vom hydrostatischen Anteil befreiten Spannungen getrieben wird. Der deviatorische Anteil eines Tensors ist gerade der Teil, der übrig bleibt, wenn sein hydrostatischer Anteil abgezogen wird.
Mit Deviatoren kann also das Materialverhalten unter volumenerhaltenden, gestaltändernden Bedingungen modelliert werden.

## Definition
Deviatoren sind Tensoren zweiter Stufe {\displaystyle \mathbf {T} }, deren Spur „Sp“ verschwindet:
{\displaystyle \mathbf {T} :\quad \mathrm {Sp} (\mathbf {T} )=0}.
Der deviatorische Anteil wird mit einem hochgestellten „D“ oder „dev“ bezeichnet:
{\displaystyle \mathrm {dev} (\mathbf {T} )=\mathbf {T} ^{\rm {D}}=\mathbf {T} ^{\mathrm {dev} }:=\mathbf {T} -{\frac {\mathrm {Sp} (\mathbf {T} )}{\mathrm {Sp} (\mathbf {1} )}}\mathbf {1} =\mathbf {T} -{\frac {\mathrm {Sp} (\mathbf {T} )}{3}}\mathbf {1} }.
Die Spur des Einheitstensors {\displaystyle \mathbf {1} } ist gleich der Dimension des zugrunde gelegten Raumes, hier und im Folgenden gleich drei.
Der Subtrahend
{\displaystyle {\frac {\mathrm {Sp} (\mathbf {T} )}{3}}\mathbf {1} =:\mathbf {T} ^{\mathrm {K} }}
ist der Kugelanteil des Tensors {\displaystyle \mathbf {T} }.

## Eigenschaften

### Zerlegung in Deviator und Kugelanteil
Die in der Definition angedeutete Zerlegung in Deviator und Kugelanteil ist in der Festigkeitslehre und Fluidmechanik häufig anzutreffen, insbesondere beim Spannungstensor:
{\displaystyle {\boldsymbol {\sigma }}=\sigma _{m}\mathbf {1} +{\boldsymbol {\sigma }}^{\rm {D}},\quad \sigma _{m}={\frac {\mathrm {Sp} ({\boldsymbol {\sigma }})}{3}}}
Der Kugelanteil σm1 modelliert den sogenannten hydrostatischen Spannungszustand, dem Materialien ohne Schaden zu nehmen in hohem Maß widerstehen können. Nach der Gestaltänderungshypothese wird die Schädigung eines isotropen Materials vom Spannungsdeviator getrieben, dessen Betrag proportional zur von-Mises-Vergleichsspannung ist.
Deviatoren und Kugelanteile sind orthogonal zueinander:
{\displaystyle k\mathbf {1} \colon {\boldsymbol {\sigma }}^{\rm {D}}=k\mathbf {1} \colon \left({\boldsymbol {\sigma }}-\sigma _{m}\mathbf {1} \right)=k\mathrm {Sp} ({\boldsymbol {\sigma }})-3k\sigma _{m}=0\quad \forall k\in \mathbb {R} }
Der Doppelpunkt „:“ bildet das Frobenius-Skalarprodukt zweier Tensoren A und B gemäß A : B := Sp(A T ·  B) mittels der Spur und daher 1 : σ = Sp(σ) sowie 1 : 1 = 3. Siehe auch #Invarianten von Deviatoren.
Statt der mittleren Normalspannung σm wird in der Fluidmechanik der Druck p = -σm verwendet, sodass
{\displaystyle {\boldsymbol {\sigma }}=-p\mathbf {1} +{\boldsymbol {\sigma }}^{\rm {D}}}
entsteht.

### Flächen im Eigenwertraum

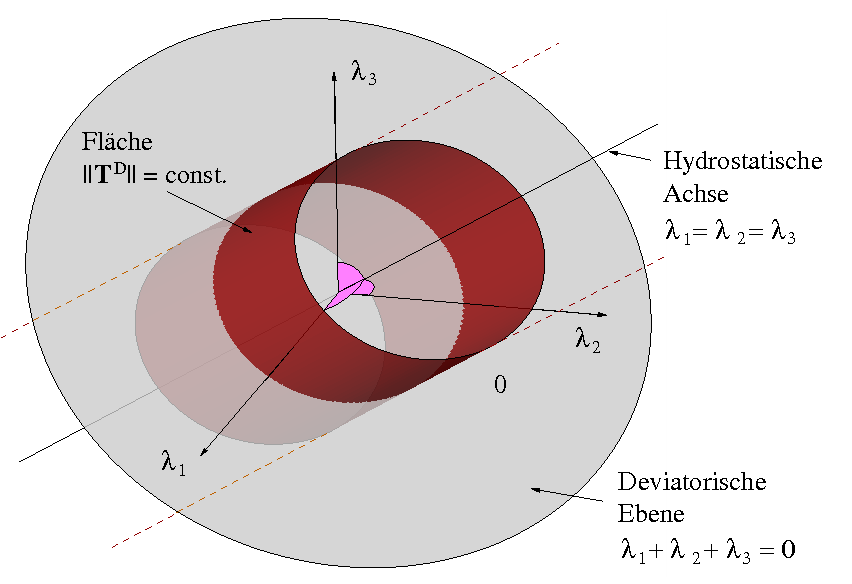
Flächen im Eigenwertraum

Betrachtet werden symmetrische Tensoren zweiter Stufe. Diese haben drei reelle Eigenwerte {\displaystyle \lambda _{1,2,3}} und stellen im Eigenwertraum (der Raum, in dem die Eigenwerte auf den drei Koordinatenachsen aufgetragen werden) einen Punkt dar.
Mit der Gleichung
{\displaystyle \parallel \mathbf {T} ^{\rm {D}}\parallel =C}
wird mit einem Flächenparameter {\displaystyle C} eine Fläche in diesem drei-dimensionalen Eigenwertraum definiert, siehe Abbildung rechts. Diese Fläche hat die Form eines (unendlich langen) Zylinders, der Parallel zur hydrostatischen Achse
{\displaystyle \lambda _{1}=\lambda _{2}=\lambda _{3}}
ausgerichtet ist. Wegen
{\displaystyle \mathrm {Sp} (\mathbf {T} )=\lambda _{1}+\lambda _{2}+\lambda _{3}}
liegen alle Deviatoren in der deviatorischen Ebene
{\displaystyle \lambda _{1}+\lambda _{2}+\lambda _{3}=0},
deren Normale die hydrostatische Achse ist. Die Normalen {\displaystyle \mathbf {N} } an die Fläche {\displaystyle \parallel \mathbf {T} ^{\rm {D}}\parallel =C} liegen in Ebenen, die zur deviatorischen Ebene parallel sind, weswegen die Normalen ebenfalls deviatorisch sind. Das berechnet sich auch aus der Ableitung
{\displaystyle \mathbf {N} ={\frac {\mathrm {d} }{\mathrm {d} \mathbf {T} }}\parallel \mathbf {T} ^{\rm {D}}\parallel ={\frac {\mathbf {T} ^{\rm {D}}}{\parallel \mathbf {T} ^{\rm {D}}\parallel }}},
weil die Normalen genau dieser Ableitung entsprechen.
Eine Fläche dieses Typs ist die Fließortfläche in der J2-Plastizitätstheorie
{\displaystyle \sigma _{v}:={\sqrt {\frac {3}{2}}}\parallel {\boldsymbol {\sigma }}^{\rm {D}}\parallel =k}.
Der Flächenparameter {\displaystyle k} ist die isotrope Verfestigung, {\displaystyle {\boldsymbol {\sigma }}} der (symmetrische) Spannungstensor und {\displaystyle \sigma _{v}} die von Mises Vergleichsspannung. Im einachsigen Fall {\displaystyle {\boldsymbol {\sigma }}=\sigma {\hat {e}}_{1}\otimes {\hat {e}}_{1}} ist
{\displaystyle \sigma _{v}={\sqrt {\frac {3}{2}}}\parallel {\boldsymbol {\sigma }}^{\rm {D}}\parallel =|\sigma |}
und {\displaystyle k} modelliert die Fließspannung.
Die hydrostatische Achse wird vom Einheitstensor und den Kugeltensoren gebildet.

### Invarianten von Deviatoren
Die drei Hauptinvarianten {\displaystyle \mathrm {I} _{1,2,3}} eines Deviators lauten
{\displaystyle {\begin{aligned}\mathrm {I} _{1}(\mathbf {T} ^{\rm {D}}):=&0\\\mathrm {I} _{2}(\mathbf {T} ^{\rm {D}})=&-{\frac {1}{2}}\mathrm {Sp} (\mathbf {T} ^{\rm {D}}\cdot \mathbf {T} ^{\rm {D}})\!\!\!\!\!\!\!\!\!\!&=&{\frac {\mathrm {I} _{1}(\mathbf {T} )^{2}}{6}}-{\frac {\mathrm {Sp} (\mathbf {T} ^{2})}{2}}\\\mathrm {I} _{3}(\mathbf {T} ^{\rm {D}})=&{\frac {1}{3}}\operatorname {Sp} (\mathbf {T} ^{\rm {D}}\cdot \mathbf {T} ^{\rm {D}}\cdot \mathbf {T} ^{\rm {D}})\!\!\!\!\!\!\!\!\!\!&=&{\frac {2\mathrm {I} _{1}(\mathbf {T} )^{3}}{27}}-{\frac {I_{1}(\mathbf {T} )I_{2}(\mathbf {T} )}{3}}+I_{3}(\mathbf {T} )\end{aligned}}}.
Der Operator {\displaystyle \operatorname {det} } gibt die Determinante seines Argumentes. Der Betrag oder Frobeniusnorm eines Deviators berechnet sich mit dem Frobenius-Skalarprodukt „:“ zu
{\displaystyle \parallel \mathbf {T} ^{\rm {D}}\parallel ={\sqrt {\mathbf {T} ^{\rm {D}}:\mathbf {T} ^{\rm {D}}}}={\sqrt {\mathbf {T} :\mathbf {T} -{\frac {1}{3}}\mathrm {Sp} (\mathbf {T} )^{2}}}},
woraus
{\displaystyle \parallel \mathbf {T} \parallel ^{2}=\parallel \mathbf {T} ^{\rm {D}}\parallel ^{2}+{\begin{Vmatrix}{\frac {{\text{Sp}}(\mathbf {T} )}{3}}\mathbf {1} \end{Vmatrix}}^{2}}
folgt. Drei Strecken mit den Längen der Beträge eines Tensors, seines Deviators und seines Kugelanteils bilden also ein rechtwinkliges Dreieck.
Bei einem symmetrischen Tensor {\displaystyle \mathbf {T} =\mathbf {T} ^{\mathrm {T} }} ist auch dessen Deviator symmetrisch und für dessen Frobeniusnorm ergibt sich:
{\displaystyle \parallel \mathbf {T} ^{\rm {D}}\parallel :={\sqrt {\mathbf {T} ^{\rm {D}}:\mathbf {T} ^{\rm {D}}}}={\sqrt {-2\mathrm {I} _{2}(\mathbf {T} ^{\rm {D}})}}}.
Wenn der Tensor die Darstellung
{\displaystyle \mathbf {T} =\sum _{i,j=1}^{3}T_{ij}{\hat {e}}_{i}\otimes {\hat {e}}_{j}}
mit Komponenten {\displaystyle T_{ij}\in \mathbb {R} } bezüglich der Standardbasis {\displaystyle {\hat {e}}_{1,2,3}} des euklidischen Vektorraums {\displaystyle \mathbb {V} ^{3}} besitzt, dann berechnen sich
{\displaystyle {\begin{aligned}\mathbf {T} ^{\rm {D}}=&{\begin{pmatrix}{\frac {2}{3}}T_{11}-{\frac {1}{3}}T_{22}-{\frac {1}{3}}T_{33}&T_{12}&T_{13}\\T_{21}&{\frac {2}{3}}T_{22}-{\frac {1}{3}}T_{11}-{\frac {1}{3}}T_{33}&T_{23}\\T_{31}&T_{32}&{\frac {2}{3}}T_{33}-{\frac {1}{3}}T_{11}-{\frac {1}{3}}T_{22}\end{pmatrix}}\\\mathrm {I} _{2}(\mathbf {T} ^{\rm {D}})=&{\frac {1}{3}}(T_{11}T_{22}+T_{11}T_{33}+T_{22}T_{33}-T_{11}^{2}-T_{22}^{2}-T_{33}^{2})-T_{12}T_{21}-T_{13}T_{31}-T_{23}T_{32}\\\operatorname {det} (\mathbf {T} ^{\rm {D}})=&{\frac {1}{27}}[12T_{11}T_{22}T_{33}+2(T_{11}^{3}+T_{22}^{3}+T_{33}^{3})-3T_{11}^{2}(T_{22}+T_{33})-3T_{22}^{2}(T_{11}+T_{33})-3T_{33}^{2}(T_{11}+T_{22})]\\&-{\frac {1}{3}}[(2T_{11}-T_{22}-T_{33})T_{23}T_{32}+(2T_{33}-T_{11}-T_{22})T_{12}T_{21}+(2T_{22}-T_{11}-T_{33})T_{13}T_{31}]\\&+T_{13}T_{32}T_{21}+T_{12}T_{23}T_{31}\\\parallel \mathbf {T} ^{\rm {D}}\parallel =&{\sqrt {{\frac {2}{3}}(T_{11}^{2}+T_{22}^{2}+T_{33}^{2}-T_{11}T_{22}-T_{11}T_{33}-T_{22}T_{33})+T_{12}^{2}+T_{21}^{2}+T_{13}^{2}+T_{31}^{2}+T_{23}^{2}+T_{32}^{2}}}\end{aligned}}}

## Anwendungen

### Deviatoren und Volumendehnung

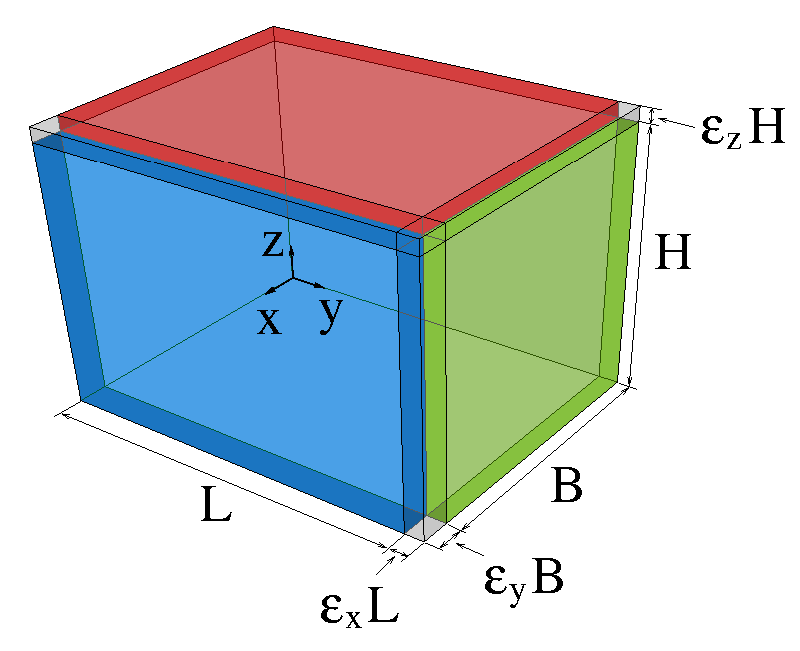
Ein Quader wird geringfügig in x-, y- und z-Richtung gedehnt. Die in den Dehnungen linearen Anteile der Volumenzunahme sind blau, oliv bzw. rot markiert.

Bei der Streckung eines Körpers der Länge {\displaystyle L} auf die Länge {\displaystyle l} ist die Dehnung {\displaystyle \varepsilon } als das Längenverhältnis
{\displaystyle \varepsilon ={\frac {l-L}{L}}\quad \leftrightarrow \quad l=L(1+\varepsilon )}.
definiert. Bei der Verformung eines Quaders der Länge {\displaystyle L}, Breite {\displaystyle B} und Höhe {\displaystyle H} in x-, y- und z-Richtung (und daher Volumen {\displaystyle V=LBH}) ergeben sich analog Dehnungen {\displaystyle \varepsilon _{x},\varepsilon _{y}} und {\displaystyle \varepsilon _{z}} in x-, y- und z-Richtung, siehe Abbildung rechts. Das Volumen des Quaders nach der Deformation berechnet sich dann aus
{\displaystyle {\begin{array}{rcl}v&=&L(1+\varepsilon _{x})B(1+\varepsilon _{y})H(1+\varepsilon _{z})\\&=&LBH+LBH\varepsilon _{x}+LBH\varepsilon _{y}+LBH\varepsilon _{z}+{\mathcal {O}}(\varepsilon ^{2})\\&=&V(1+\varepsilon _{x}+\varepsilon _{y}+\varepsilon _{z})+{\mathcal {O}}(\varepsilon ^{2})\end{array}}}
Das Landau-Symbol {\displaystyle {\mathcal {O}}(\varepsilon ^{2})} steht für Terme, die mindestens quadratisch in den Dehnungen sind und die bei kleinen Dehnungen vernachlässigt werden können. Die Summe der Dehnungen in x-, y- und z-Richtung ist die Spur {\displaystyle \mathrm {Sp} } des linearisierten Verzerrungstensors
{\displaystyle {\boldsymbol {\varepsilon }}={\begin{pmatrix}\varepsilon _{x}&\varepsilon _{xy}&\varepsilon _{xz}\\\varepsilon _{xy}&\varepsilon _{y}&\varepsilon _{yz}\\\varepsilon _{xy}&\varepsilon _{yz}&\varepsilon _{z}\end{pmatrix}}\rightarrow \mathrm {Sp} ({\boldsymbol {\varepsilon }})=\varepsilon _{x}+\varepsilon _{y}+\varepsilon _{z}}
und deshalb ergibt sich aus {\displaystyle v=V(1+\mathrm {Sp} ({\boldsymbol {\varepsilon }}))} die Volumendehnung:
{\displaystyle {\frac {v-V}{V}}=\mathrm {Sp} ({\boldsymbol {\varepsilon }})}.
Bei großen Verformungen findet sich der Zusammenhang
{\displaystyle \ln \left({\frac {v}{V}}\right)=\mathrm {Sp} (\mathbf {E} _{H})}
zwischen dem natürlichen Logarithmus des Volumenverhältnisses und der Spur des Henky Verzerrungstensors.
Wenn die Spuren der Verzerrungstensoren {\displaystyle {\boldsymbol {\varepsilon }}} oder {\displaystyle \mathbf {E} _{H}} bei kleinen bzw. großen Verformungen verschwinden, sie deviatorisch sind, liegt also keine Volumendehnung am Ort ihres Auftretens vor. Umgekehrt beschreiben die Deviatoren dieser Verzerrungstensoren den volumenerhaltenden, gestaltändernden Teil der Deformation und können somit für die Modellierung des Materialverhaltens unter diesen Bedingungen eingesetzt werden.

### Deviator des Geschwindigkeitsgradienten
Der Geschwindigkeitsgradient l ist der Vektorgradient des Geschwindigkeitsfeldes. Eine in der Strömungsmechanik wichtige Eigenschaft des Feldes ist die Quellendichte oder Divergenz des Feldes, die an jedem Punkt angibt, wie sehr die Vektoren in einer kleinen Umgebung eines Punktes auseinanderstreben (lateinisch divergere). Mathematisch lässt sich das als
{\displaystyle (\mathrm {d} V{\dot {)\;}}=\mathrm {Sp} (\mathbf {l} )\mathrm {d} V=(\nabla \cdot {\vec {v}})\mathrm {d} V}
schreiben. Darin ist dV ein von Teilchen eingenommenes (infinitesimal) kleines Volumen, {\displaystyle (\mathrm {d} V{\dot {)\;}}} dessen Zeitableitung also Expansionsrate und 𝜵 der Nabla-Operator, dessen (formales) Skalarprodukt „·“ mit dem Geschwindigkeitsfeld {\displaystyle {\vec {v}}} dessen Divergenz ergibt. Wenn der Geschwindigkeitsgradient deviatorisch also spurfrei ist, dann ist das Geschwindigkeitsfeld quellenfrei.
Gleiches gilt für den Verzerrungsgeschwindigkeitstensor d, der der symmetrische Anteil des Geschwindigkeitsgradienten ist. Der Verzerrungsgeschwindigkeitstensor wird in Materialmodellen von Fluiden, also Flüssigkeiten und Gasen, eingesetzt. Mit seinem deviatorischen Anteil wird der quellenfreie Anteil der Strömung modelliert, beispielsweise im newtonschen Fluid:
{\displaystyle {\boldsymbol {\sigma }}=-p\mathbf {1} +\zeta \operatorname {Sp} (\mathbf {d} )\mathbf {1} +2\mu \mathbf {d} ^{\rm {D}}}
Darin bezeichnet σ den Cauchy’schen Spannungstensor, p den thermodynamischen, statischen Druck, ζ die Volumenviskosität und μ die Scherviskosität. Der zweite und dritte Term modellieren die Viskosität des Fluids, d. h. die Spannungen, die von der Viskosität des Fluids verursacht sind und die nur im Ungleichgewicht auftreten, also solange das Fluid in Bewegung ist. Der zweite Term steht für allseitige divergenzproportionale Normalspannungen aufgrund von Kompression oder Expansion und der dritte für Spannungen im divergenzfreien Anteil des Strömungsfeldes. Aus diesem Materialmodell leiten sich die Navier-Stokes-Gleichungen ab.

### Deviatorische Verzerrungsgeschwindigkeit
Eine kleine Deformation, bei der die Rate des linearisierten Verzerrungstensors {\displaystyle {\boldsymbol {\varepsilon }}} deviatorisch ist, ist volumenerhaltend, weil seine Spur ein Maß für die Kompression am Ort seines Auftretens ist. Dies gilt auch bei großen Deformationen, wenn die kovariante Oldroyd Ableitung des Euler-Almansi Verzerrungstensors
{\displaystyle {\stackrel {\Delta }{\mathbf {e} }}={\frac {1}{2}}(\mathbf {l} +\mathbf {l} ^{\mathrm {T} })\quad {\text{mit}}\quad \mathbf {l} ={\dot {\mathbf {F} }}\cdot \mathbf {F} ^{-1}}
deviatorisch ist. Darin ist l der Geschwindigkeitsgradient. Wenn {\displaystyle {\stackrel {\Delta }{\mathbf {e} }}} deviatorisch ist, ist die Deformation volumenerhaltend, denn dann verschwindet wegen
{\displaystyle {\begin{aligned}0=&\mathrm {Sp} ({\stackrel {\Delta }{\mathbf {e} }})=\mathrm {Sp} (\mathbf {l} )=\mathrm {Sp} ({\dot {\mathbf {F} }}\cdot \mathbf {F} ^{-1})\!\!\!\!\!\!\!\!\!\!&=:&\mathbf {F} ^{\mathrm {T} -1}:{\dot {\mathbf {F} }}\\\rightarrow {\frac {\mathrm {d} }{\mathrm {d} t}}\mathrm {det} (\mathbf {F} )=&\mathrm {det} (\mathbf {F} )\mathbf {F} ^{\mathrm {T} -1}:{\dot {\mathbf {F} }}=\mathrm {det} (\mathbf {F} )\mathrm {Sp} ({\stackrel {\Delta }{\mathbf {e} }})\!\!\!\!\!\!\!\!\!\!&=&0\end{aligned}}}
die Zeitableitung der Determinante „det“ des Deformationsgradienten {\displaystyle \mathbf {F} }, siehe den Abschnitt „Ableitungen der Hauptinvarianten“ bei Hauptinvariante. Die Determinante des Deformationsgradienten ist gleich der Volumendehnung, die in diesem Fall zeitlich konstant ist.
Dies bewirkt in der J2-Plastizität, in der die Rate der plastischen Dehnungen deviatorisch ist und die plastischen Dehnungen vom Euler-Almansi-Typ sind, dass die plastischen Dehnungen volumenerhaltend sind, was mit plastischer Inkompressibilität bezeichnet wird.

## Harmonie der Bilinearform
Die mit dem Ortsvektor {\displaystyle {\vec {r}}:={\begin{pmatrix}x&y&z\end{pmatrix}}^{\top }} und einem Deviator gebildete Bilinearform
{\displaystyle f({\vec {r}}):={\vec {r}}\cdot \mathbf {T} ^{\mathrm {D} }\cdot {\vec {r}}}
ist eine harmonische Funktion:
{\displaystyle \Delta f={\frac {\partial ^{2}f}{\partial x^{2}}}+{\frac {\partial ^{2}f}{\partial y^{2}}}+{\frac {\partial ^{2}f}{\partial z^{2}}}=0}
Denn nur die Diagonalglieder des Tensors gehen mit quadrierten Koeffizienten x, y oder z in f ein, weswegen der Laplace-Operator 𝚫 die Summe der Diagonalglieder liefert, die bei einem Deviator per definitionem null ist. Dieser Sachverhalt lässt sich problemlos auf höher dimensionale Räume verallgemeinern.